# 三氟化钯
三氟化钯，又称氟化钯(II,IV)，是一种钯和氟形成的无机化合物。它的实验式是PdF3，但实际上它上一种混合价态化合物六氟合钯(IV)酸钯(II)（PdII[PdIVF6]），通常可以简写成Pd[PdF6]或Pd2F6。

## 制备
Pd[PdF6]是氟气与金属钯反应最稳定的产物：
{\displaystyle {\rm {\ 2Pd+3F_{2}\rightarrow Pd[PdF_{6}]}}}
也可用三氟化溴与二氟化钯反应，形成加合物Pd2F6·2BrF3，然后加热到180°C使该加合物分解得到三氟化钯：
{\displaystyle {\rm {\ 2PdF_{2}+3BrF_{3}\rightarrow Pd_{2}F_{6}}}}·{\displaystyle {\rm {\ 2BrF_{3}+BrF}}}

## 结构和性质
Pd[PdF6]具有顺磁性，晶体中Pd(II)和Pd(IV)都采用八面体配位形式。PdII-F键的键长为2.17 Å，而PdIV-F键的键长较短，是1.90 Å。